# To Hell with Johnny Cash
To Hell With Johnny Cash é o terceiro álbum de estúdio da banda brasileira Matanza. O álbum contém apenas covers de Johnny Cash. Em 2019, após o fim da banda, Jimmy elegeria este como seu álbum favorito do Matanza.

## Faixas
1. "Five Feet High and Rising"
2. "Straight A's in Love"
3. "My Treasure"
4. "San Quentin"
5. "Tell Him I'm Gone"
6. "Leave That Junk Alone"
7. "Big River"
8. "Belshazzar"
9. "Wide Open Road"
10. "Cry, Cry, Cry"
11. "Don't Take Your Guns to Town"
12. "Home of the Blues"
13. "I Got Stripes "